# Teatro nazionale Daniel Sorano
Il teatro nazionale Daniel Sorano (TNDS) è il principale teatro della città di Dakar, fondato e voluto nel 1965 dall'allora presidente del Senegal Léopold Sédar Senghor.